# Znanstveni članak
Znanstveni članak je prozni uradak koji na znanstveni način sažeto obrađuje, obavješćuje ili iznosi rezultate pojedinog znanstvenog istraživanja, sažeti prikaz određenog znanstvenog rada ili temu od određenog znanstvenog zanimanja.
Njegove su odlike potkrijepljenost argumentacije prikladnom znanstvenom građom (literaturom), navodima drugih znanstvenika, ali i sama njegova podložnost kritici, ocjeni i propitivanju te mogućnost njegova navođenja (citiranja) u drugim člancima, radovima, knjigama i publikacijama.
Uz znanstveni rad to je glavni oblik iznošenja zamisli, otkrića, prijedloga te općenito, pronošenja informacija unutar znanstvene i akademske zajednice.
Treba ga razlikovati od novinskog ili enciklopedijskog članka (natuknice).
U znanstvenim i stručnim publikacijama članci se kategoriziraju kao izvorni znanstveni članak, prethodno priopćenje s posebnim oblikom kratkim priopćenjem, pregledni članak, izlaganje sa znanstvenog skupa, stručni rad.